# Tecsat
A Tecsat foi uma fabricante brasileira de antenas e receptores de televisão fundada em 1985, na cidade de São José dos Campos, no estado de São Paulo. A empresa era conhecida por seus sistemas de recepção de televisão via antena parabólica e posteriormente, pela empresa de televisão por assinatura homônima fundada pelo grupo em 1998.

## História
A Tecsat surgiu em 1985 como uma divisão do Grupo Tectelcom, fabricando sistemas de recepção para televisão via satélite, antenas parabólicas, decodificadores e receptores de sinal.[carece de fontes?]
Na década de 1990, a empresa passou a operar uma estação de uplink, fabricar receptores DTH (direct to home) para TV por assinatura e equipamentos de fibra óptica.
Em 1991, fechou uma parceria com a Globosat para a fabricação de receptores e antenas para serviço em banda C. Em 2001, venceu uma licitação com o Ministério da Educação para implementar um sistema similar para a TV Escola.

### Televisão por assinatura
Em 1996, após o rompimento com o Grupo Globo e não ter conseguido fechar um contrato para fornecimento de equipamentos com as novas operadoras Sky e DirecTV, a Tecsat demonstrava cada vez mais interesse em participar da concorrência com um serviço próprio. 
Em 20 de março de 1998, a Tecsat lançava seu próprio serviço de televisão por assinatura, sendo o primeiro serviço totalmente independente a utilizar base de geração e equipamentos fabricados pela própria empresa no Brasil. Inicialmente, a operadora contava com os canais da programadora HBO Brasil em seu line-up como o HBO e HBO 2, E! Entertainment, Sony, Warner, A&E Mundo e CineMAX, além de uma parceria exclusiva com o Conselho Federal de Medicina que gerou o Canal Médico Executivo.
Em 1999 surgiam os primeiros problemas. No mês de julho, a Tecsat foi pressionada a retirar os canais programados pela HBO Brasil do ar, motivada por uma suposta vistoria feita pela programadora no número de assinantes da empresa que sequer foi divulgado. O caso foi parar nas páginas judiciais no dia 9 de agosto do mesmo ano, onde a operadora pedia a volta dos canais em seu line-up. Ainda em agosto de 1999, a Tecsat e o Conselho Federal de Medicina romperam a parceria e o Canal Médico Executivo foi descontinuado.
Em 22 de setembro de 1999, a HBO e a DirecTV anunciaram um contrato de exclusividade para distribuição de seus canais no Brasil, e com isso, em 2000, a Tecsat se lançou como programadora colocando no ar os canais de cinema TecCine e CineHouse, com filmes exibidos anteriormente pela Rede Bandeirantes. No mesmo ano, o canal The Weather Channel retirou o seu sinal da operadora por suposta falta de pagamento, mas, segundo a assessoria da Tecsat, o motivo teria sido a troca pelo canal brasileiro Climatempo.
Nos anos seguintes, a operadora também teve como canais exclusivos o esportivo NSC, a NGT, o Hallmark, o TCM e os canais de cinema adulto CineSex e Canal Adulto. A empresa se tornou conhecida devido aos preços de seus serviços de televisão por assinatura, sendo mais barato que os seus demais concorrentes na época.[carece de fontes?]

### Falência
Em 2000, a Tectelcom, fabricante dos receptores e antenas da Tecsat entrou em concordata devido a uma dívida de aproximadamente 3 milhões de reais. Em 2004, um juiz da 2ª Vara Cível de São José dos Campos declarou a falência da empresa acatando o pedido de alguns dos seus credores, porém, cinco dias depois, o presidente da Tecsat conseguiu suspender a falência através de uma liminar.
Em 2006, uma greve de cerca de trezentos trabalhadores parou a produção de antenas e receptores. Os funcionários protestavam contra quatro meses de salários atrasados e devido ao não pagamento do FGTS por parte da empresa.
Em 26 de junho de 2007, com pouco menos de 60 mil assinantes, o contrato com a fornecedora de satélites Intelsat acabava e afetou as operações da Tecsat, tirando o seu sinal do ar. Sem receber sinal e nenhuma justificativa, muitos assinantes registraram reclamações formais na Agência Nacional de Telecomunicações, que cassou a concessão da empresa em dezembro do mesmo ano.